# Ribulose
A ribulose, também conhecida como arabinulose, é um monossacarídeo do tipo pentose, de fórmula química C5H10O5. Faz parte do grupo das cetoses. Possui dois enantiômeros possíveis: a D-ribulose (D-eritropentulose) e a L-ribulose (L-eritropentulose).
A ribulose possui importante papel como componente de intermediários da via das pentoses-fosfato, bem como na formação de inúmeras substâncias bioativas. A D-ribulose, por exemplo, é um intermediário na rota de produção de D-arabitol em fungos. Em conjunto com o 1,5-bifosfato, a D-ribulose participa na fixação do carbono pelas plantas, ao ligar-se ao dióxido de carbono durante a etapa do ciclo de Calvin.